# The Tale of Balen
The Tale of Balen – poemat angielskiego poety i dramaturga Algernona Charlesa Swinburne’a, opublikowany w 1896 w Nowym Jorku nakładem oficyny Charles Scribner's Sons. Utwór został opatrzony dedykacja To My Mother (Dla mojej matki):

Love that holds life and death in fee,
Deep as the clear unsounded sea
And sweet as life or death can be,
Lays here my hope, my heart, and me,
Before you, silent, in a song.
Since the old wild tale, made new, found grace,
When half sung through, before your face.
It needs must live a springtide space.
While April suns grow strong.

Utwór został napisany strofą dziewięciowersową, rymowaną aaaabcccb. Odwołuje się do tradycji arturiańskiej.